# لویاتان (فیلم ۲۰۱۴)
لویاتان (به روسی: Левиафан) فیلمی تحسین شده ساخته آندری زویاگینتسف، محصول سال ۲۰۱۴ کشور روسیه است. این فیلم در جشنواره فیلم کن ۲۰۱۴ بعنوان یکی از فیلم‌های برگزیده در بخش نهایی مسابقه شرکت داشت. آندری زویاگینتسف توانست جایزه بهترین فیلم‌نامه را با این فیلم ازآن خود کند.
لویاتان اسطوره ای اژدها پیکر و هیولای عظیم‌الجثه دریایی در سنت دیوشناسی مسیحی است که بالاترین شیاطین در جهنم محسوب می شود اما در ادبیات این واژه به نهنگ بزرگ اشاره می کند. این فیلم یک فیلم اسطوره ای نیست

## خلاصه داستان
کولیا (با بازی اَلِکسی سِربِریاکوف) مالک قطعه زمینی خوش منظره در ساحل خلیجی زیبا در یکی از شهرهای شمالی روسیه است که با پسر نوجوان و همسر زیبا ولی افسرده اش زندگی می کند. او ناخواسته درگیر نزاعی حقوقی بر سر مالکیت این ملک با شهردار قدرتمند شهر شده و پس از حکم دادگاه مبنی بر واگذاری زمین به شهردار، به همراه دوست قدیمی اش که حالا در مسکو وکالت می کند با شهردار صاحب نفوذ درگیر می شود و ...
فیلم مملو از اشارات پنهان و آشکار در نقد سیستم فاسد اداری و قضایی روسیه پوتین است و فساد سیستم سیاسی و قضایی و پلیس روسیه با همراهی کلیسای ارتودکس را به روشنی تصویر کرده است. فیلم تصویری بدون روتوش از بی عدالتی و ظلم سیستماتیک را بر مردمی نشان می‌دهد که دردشان جز با زیاده روی در نوشیدن ودکا و زندگی در بیخیالی ناشی از مستی آرام نمی‌گیرد.
کارگردان با نمایش تصاویر عریض از سواحل بکر و زیبا با اسکلتی باقی مانده از نهنگی مرده به بیننده یادآوری می‌کند که هرچند روسیه هنوز زیباست ولی امید چندانی به بهبود نیست...

## افتخارات
| جایزه                | قسمت            | نامزد                        | نتیجه    |
| -------------------- | --------------- | ---------------------------- | -------- |
| جشنواره فیلم کن ۲۰۱۴ | بهترین فیلم‌نامه | آندری زویاگینتسف و اولگ نگین | برنده    |
| جشنواره فیلم کن ۲۰۱۴ | نخل طلا         | آندری زویاگینتسف             | نامزدشده |

| جایزه                 | قسمت                        | نامزد            | نتیجه |
| --------------------- | --------------------------- | ---------------- | ----- |
| ۷۲مین مراسم گلدن گلوب | بهترین فیلم غیرانگلیسی زبان | آندری زویاگینتسف | برنده |

| جایزه            | قسمت                        | نامزد            | نتیجه    |
| ---------------- | --------------------------- | ---------------- | -------- |
| جوایز اسکار ۸۷ام | بهترین فیلم غیرانگلیسی زبان | آندری زویاگینتسف | نامزدشده |